# Pałac w Gułtowach
Pałac w Gułtowach – pałac z XVIII w. we wsi Gułtowy wpisany do rejestru zabytków nieruchomych województwa wielkopolskiego.

## Historia
Zabytkowy pałac zbudowany został w latach 1779–1786 dla Ignacego Bnińskiego herbu Łodzia, starosty średzkiego. Pierwotnie prace rozpoczął nieznany architekt, jednak wkrótce zaangażowano Ignacego Graffa, któremu pałac zawdzięcza swój ostateczny kształt z elementami późnego (tzw. zimnego) baroku (ryzality boczne, spiętrzenie dachu nad pseudoryzalitem środkowym). Budynek dwukondygnacyjny, z wysokim podjazdem z żeliwną balustradą. Na tympanonie ponad pseudoryzalitem środkowym herb Bnińskich - Łodzia z panopliami. Nad ryzalitami bocznymi płaskorzeźby.
Wewnątrz, w zachodnim skrzydle, dwukondygnacyjna sala balowa, zdobiona freskami iluzjonistycznymi o motywach architektonicznych autorstwa Antoniego Smuglewicza z lat 1800–1804. Na parterze znajdują się pomieszczenia reprezentacyjne, na piętrze mieszkalno - sypialne. Na uwagę zasługuje dekoracja sztukatorska salonu marmurowego, zielonego i sypialni, prawdopodobnie również autorstwa braci Smuglewiczów.
Budynek otacza park, w bezpośrednim sąsiedztwie pałacu regularny, dalej krajobrazowy, ze stawami i starym drzewostanem. W parku oficyna, budynek stajni i wozowni (w kształcie litery L) oraz domek ogrodnika ze szklarnią.
W 1821 r. w pałacu gościł Julian Ursyn Niemcewicz (spokrewniony z Bnińskimi).
Ostatnim przedwojennym właścicielem był Adolf Rafał Bniński, wojewoda poznański. Pałac zniszczony w 1945 r. Po wojnie we władaniu miejscowego PGR. Prace konserwatorsko - restauracyjne przeprowadzono w latach 1968–1974. W latach 90. XX wieku córka Adolfa Bnińskiego przekazała pałac poznańskiemu uniwersytetowi.
W 2008 roku w pałacu i w otaczającym go parku rozpoczęły się prace renowacyjne, mające na celu przystosowanie ich do projektu Domu Pracy Twórczej UAM. Prace przerwał pożar pałacu, który wybuchł w nocy z 3 na 4 września 2009 r. Pożar wyrządził szkody na kwotę 2 mln polskich złotych, jednak po pewnym czasie prace wznowiono i w pełni odrestaurowano pałac. Obecnie mieści się w nim Dom Pracy Twórczej UAM.

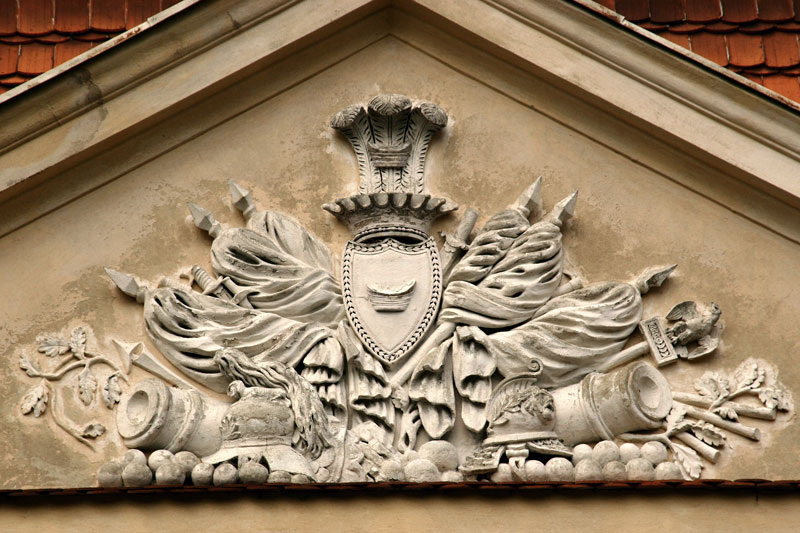
Herb Łodzia Ignacego Bnińskiego
Herb Łodzia